# Hong Un-jong
Pour les articles homonymes, voir Hong.
Hong Un-jong (née le 9 mars 1989 à Hamgyong) est une gymnaste nord-coréenne. Elle est la sœur de la gymnaste Hong Su-jong.

## Palmarès

### Jeux olympiques
- Pékin 2008
  -  médaille d'or au saut de cheval

### Championnats du monde
- Stuttgart 2007
  - 4e au saut de cheval

- Londres 2009
  - 5e au saut de cheval

- Anvers 2013
  -  médaille de bronze au saut de cheval

- Nanning 2014
  -  médaille d'or au saut de cheval

- Glasgow 2015
  -  médaille d'argent au saut de cheval

### Jeux asiatiques
- Doha 2006
  -  médaille d'argent par équipes
  -  médaille de bronze au saut de cheval
- Incheon 2014
  -  médaille d'or au saut de cheval
  -  médaille d'argent par équipes